# Lucien Tulot
Lucien Tulot (Pierric, 21 novembre 1910 – Saint-Brieuc, 6 agosto 1990) è stato un ciclista su strada francese.

## Carriera
Professionista dal 1930 al 1935, partecipò quattro volte al Bretagne Classic Ouest-France, aggiudicandosi la vittoria nel 1935.

## Palmarès

### Strada
- 1933

Parigi-Peronne
- 1935

Bretagne Classic Ouest-France